# Czarny Styczeń

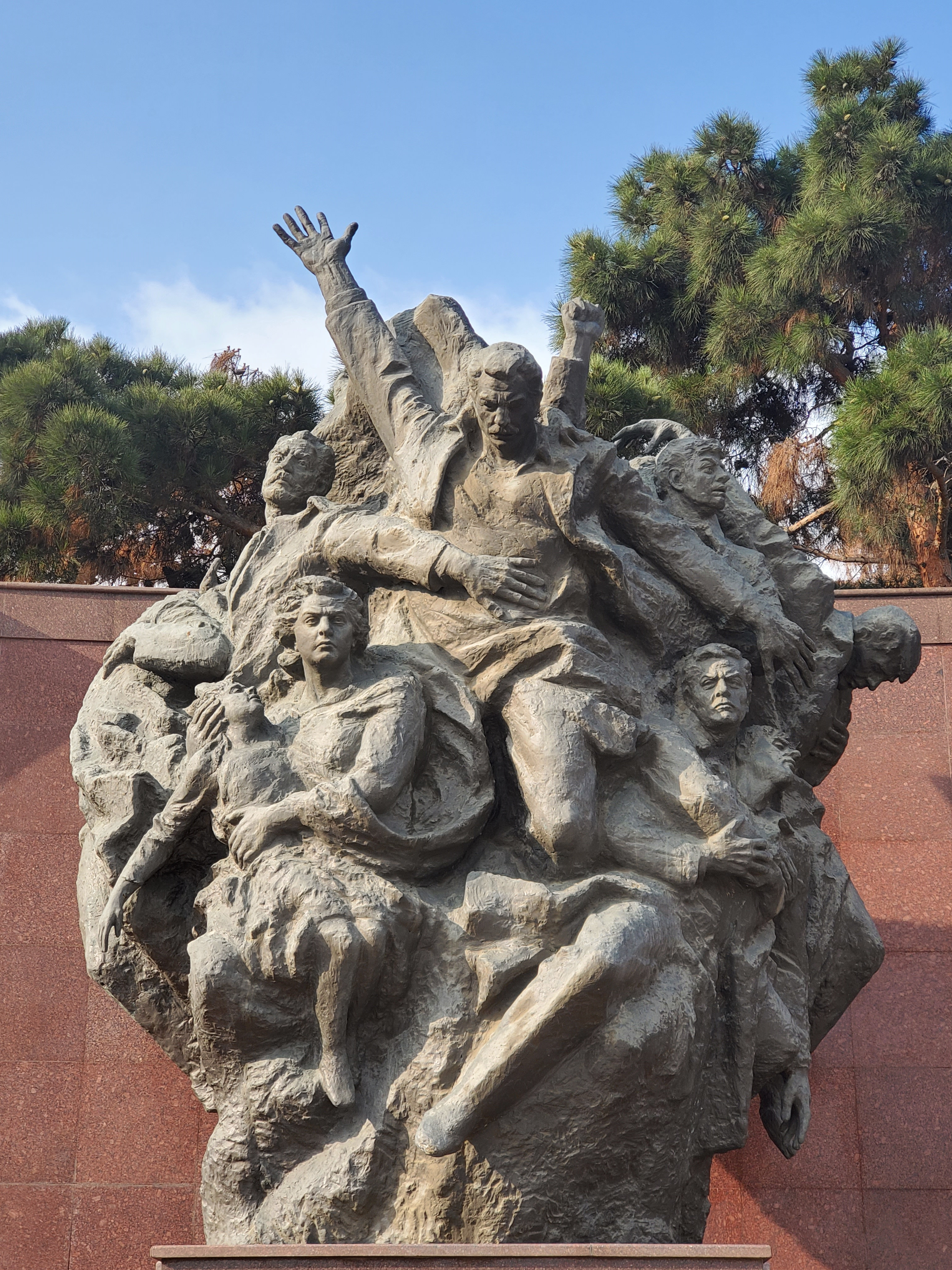
Pomnik ofiar Czarnego Stycznia

Czarny Styczeń (azer. Qara Yanvar), Krwawy Styczeń (azer. Qanlı Yanvar), dni styczniowe – radziecka interwencja w Baku w dniach 19–20 stycznia 1990, w czasie której doszło do masakry cywilnej ludności azerskiej. Jej celem było stłumienie azerskiego ruchu niepodległościowego kierowanego przez Ludowy Front Azerbejdżanu. Wskutek interwencji zginęło 131–170 osób, zaś ponad 700 zostało rannych. W Baku nie istniał zorganizowany uzbrojony azerski ruch oporu, wszyscy zabici byli osobami cywilnymi.

## Tło wydarzeń
W Azerbejdżańskiej SRR u schyłku istnienia ZSRR sytuacja polityczna stawała się coraz bardziej napięta w związku z narastającym konfliktem azersko-ormiańskim o Górski Karabach. Wypędzenia Azerów z Górskiego Karabachu doprowadziły do protestów mieszkańców Azerbejdżanu, w czasie których domagano się odejścia przywódców Azerskiej SRR. 13 stycznia 1990 na łamach „Prawdy” ukazał się apel najwyższych władz państwowych do ludności republik Azerbejdżańskiej i Armeńskiej o powstrzymanie się od aktów przemocy i dalsze życie w pokoju. Nie mógł on osiągnąć zakładanych celów. Jeszcze tego samego dnia wiec Ludowego Frontu Azerbejdżanu w Baku zmienił się w antyormiański pogrom. W ocenie niektórych autorów wydarzenie to zostało sprowokowane przez radzieckie służby specjalne, by wytworzyć pretekst dla interwencji wojskowej w Baku. Inni badacze wskazują na wewnętrzne tarcia w Komunistycznej Partii Azerbejdżanu i dążenie niektórych jej czołowych działaczy do usunięcia sekretarza generalnego, Əbdürrəhmana Vəzirova.
W pogromie Ormian zginęło od 66 do 86 osób, zaś 200-300 zostało rannych. Ludowy Front Azerbejdżanu odciął się od całego wydarzenia i uznał je za szkodliwe dla interesów Azerów. Wielu działaczy organizacji brało jednak aktywny udział w atakach na Ormian, tylko część z nich czynnie wystąpiła w ich obronie.

## Wprowadzenie stanu wyjątkowego
Władze radzieckiego Azerbejdżanu zdawały sobie sprawę z własnej słabości, a zarazem z siły ruchu kierowanego przez Ludowy Front Azerbejdżanu. Nie potrafiły równocześnie znaleźć konstruktywnego rozwiązania konfliktów etnicznych w republice. Ich strategia działania zakładała jak najdłuższe utrzymanie się przy władzy, w czym pomóc miały władze centralne. Liderzy Komunistycznej Partii Azerbejdżanu w tajnych depeszach kierowanych do Moskwy otwarcie domagali się wprowadzenia w Azerskiej SRR stanu wyjątkowego i skierowania na jej terytorium dodatkowych sił zbrojnych. W oczach przywódców ZSRR dodatkowym argumentem za takim rozwiązaniem była retoryka przywódców Ludowego Frontu Azerbejdżanu, głoszących radykalne hasła nacjonalistyczne, antyormiańskie. 15 stycznia 1990 Komitet Centralny Komunistycznej Partii Azerbejdżanu uchwalił wprowadzenie stanu wyjątkowego. Decyzja ta była nieprawomocna, gdyż została podjęta pod nieobecność przewodniczącej prezydium KC Elmiry Qafarovej, nie miało to jednak znaczenia dla dalszego przebiegu wydarzeń. Stan wyjątkowy został wprowadzony jeszcze tego samego dnia.
Akt wprowadzenia stanu wyjątkowego przewidywał jego zaprowadzenie w strefie przygranicznej, wskazując dodatkowo jako przykłady miejscowości ogarniętych szczególnym bezprawiem najważniejsze azerskie centra polityczne – Baku i Gandżę. Obraz sytuacji w obydwu miastach został celowo przejaskrawiony. Równocześnie działacze partyjni i rządowi uspokajali społeczeństwo, zapewniając, że mimo znacznej koncentracji dodatkowych sił wojskowych w republice (66,5 tys. żołnierzy w różnych regionach Azerbejdżanu) nie dojdzie do ich interwencji w samym Baku. Deklaracje te zostały przyjęte pozytywnie; ludność była skłonna w nie uwierzyć.

### Radziecka interwencja wojskowa

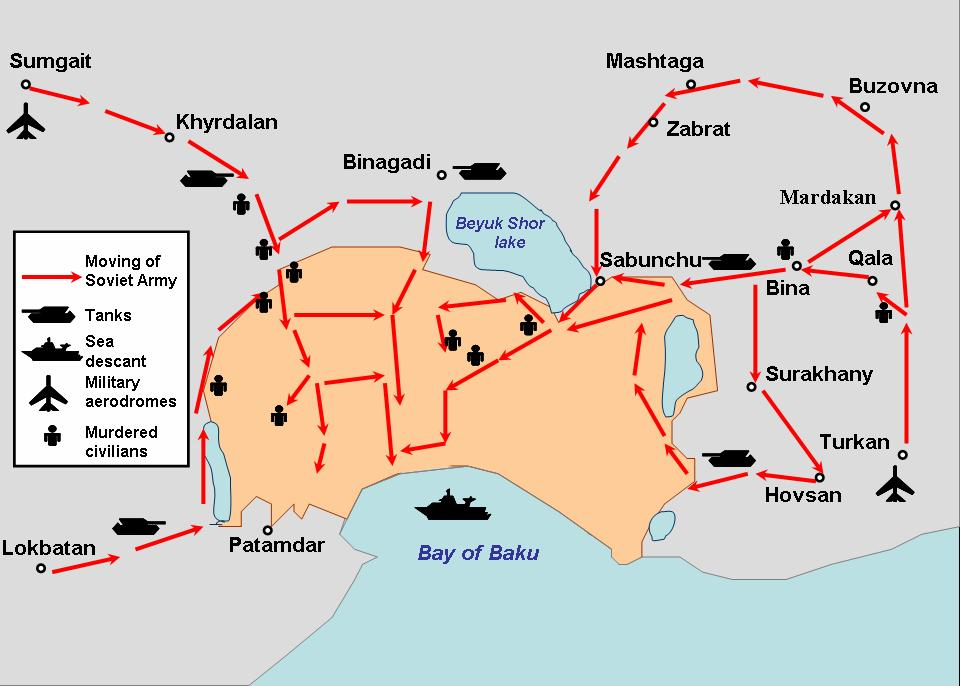
Interwencja wojskowa w Baku

19 stycznia 1990 do Baku przybyli radzieccy ministrowie obrony i spraw wewnętrznych Dmitrij Jazow oraz Wadim Bakatin ze swoimi zastępcami, jak również członkowie KC KPZR Jewgienij Primakow, Andriej Girienko, W. Michajłow i Filip Bobkow. Tego samego dnia w Baku zaczęły działać jednostki specnazu, nie czekając nawet na podpisanie przez Michaiła Gorbaczowa dekretu o podpisaniu stanu wyjątkowego, informującego o wprowadzeniu go od północy dnia 20 stycznia. Informację o podpisaniu dekretu podano do wiadomości publicznej jeszcze później – 20 stycznia o 5:30. Jeszcze 19 stycznia grupy szturmowe „Wympieł” i „Alfa” wysadziły w powietrze blok energetyczny telewizji azerbejdżańskiej. Tego samego dnia na ulicach stolicy Azerbejdżanu doszło do serii wyreżyserowanych przez władze ekscesów chuligańskich (niszczenie mienia, rabunki, podpalanie samochodów), które posłużyły jako pretekst dla oficjalnej prośby KC Komunistycznej Partii Azerbejdżanu o interwencję zewnętrzną. Około północy do Baku wjechały czołgi, zaś na nabrzeżu lądował desant z floty kaspijskiej. Do popołudnia 20 stycznia na ulicach dochodziło jeszcze do starć z mieszkańcami, następnie miasto zostało całkowicie spacyfikowane.
Ofiarą wydarzeń Czarnego Stycznia padły 132 osoby, dalsze 612 zostało rannych, zaś 841 wytoczono sprawy karne. Straty materialne oszacowano na ponad 5,5 mln rubli. Większość zabitych straciła życia w nocy i wczesnym rankiem 20 stycznia, gdy mieszkańcy Baku nie wiedzieli nawet o rozpoczętej interwencji. Były to przypadkowe osoby. Jak pisze Kwiatkiewicz:

Ginęli, usiłując bronić swojego mienia, próbując przeparkować samochód na widok czołgów, starając się zabezpieczyć witrynę sklepu bądź wejście do kamienicy, wracając nieświadomi tego, co się dzieje, nocą do domów, wyglądając zaciekawieni dochodzącymi z ulicy odgłosami przez okno i w dziesiątkach podobnych sytuacji, nierzadko zupełnie dramatycznych, jak choćby w wypadku ostrzelania śpieszącej z pomocą rannym ekipy pogotowia ratunkowego

Na brutalność interwencji wpływ miało włączenie do interwencyjnego korpusu oficerów i żołnierzy narodowości ormiańskiej, której świadkowie wydarzeń przypisują największe okrucieństwo.

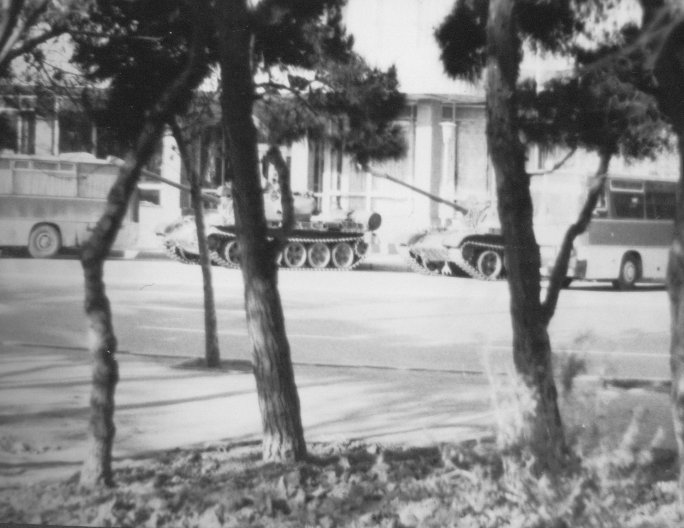
Czołgi na ulicach Baku, styczeń 1990

Z militarnego punktu widzenia sprowadzenie do Baku dodatkowych sił zbrojnych nie miało uzasadnienia. Wbrew instrukcjom przekazanym żołnierzom w Baku nie doszło ani do zbrojnych wystąpień antyrządowych, ani do nowych ataków na miejscową ludność ormiańską i rosyjską. Nacjonalistyczne nastroje wśród części Azerów i ich wrogość wobec nieazerskich mieszkańców Baku były faktem, jednak do ich powstrzymania nie były potrzebne tak daleko posunięte środki. Operacja wojskowa nie miała zresztą na celu rozwiązania problemów etnicznych, ale zdławienie rozwijającego się ruchu niepodległościowego kierowanego przez Ludowy Front Azerbejdżanu. Świadomie przeprowadzono ją w mieście, gdzie nie spodziewano się żadnego oporu. Michaił Gorbaczow pragnął odbudować swój wizerunek silnego przywódcy, ukazać swoim przeciwnikom politycznym przykład zdecydowanego działania, jednoznacznie zasygnalizować, że nie zgadza się na realizację aspiracji niepodległościowych żadnego narodu żyjącego w granicach ZSRR.

## Skutki
21 stycznia Elmira Qafarova w imieniu narodu azerskiego wydała oświadczenie, w którym zaprotestowała przeciwko wprowadzeniu stanu wyjątkowego i pacyfikacji Baku.
W pierwszych artykułach dotyczących wydarzeń w Baku „Prawda” zaprzeczała, jakoby ofiarą interwencji padli cywile. Mimo to kilka dni później Michaił Gorbaczow złożył wyrazy ubolewania z powodu masakry.
Interwencja w Baku nie spełniła swojego podstawowego założenia – Ludowy Front Azerbejdżanu kontynuował swoją działalność, w tym organizację publicznych mityngów i manifestacji.
Żaden z krajów demokratycznego zachodu nie potępił interwencji w Baku. Na łamach prasy amerykańskiej znalazły się natomiast komentarze pozytywnie odnoszące się do całego wydarzenia, opisujące je jako akcję milicyjną przeciwko atakom na Ormian. Masakrę potępiły jedynie władze tureckie i irańskie.